# Ann Hughes
Ann Hughes (21 de enero de 1960) es una deportista británica que compitió en judo. Ganó tres medallas en el Campeonato Mundial de Judo entre los años 1986 y 1989, y seis medallas en el Campeonato Europeo de Judo entre los años 1981 y 1987.

## Palmarés internacional
| Campeonato Mundial | Campeonato Mundial        | Campeonato Mundial | Campeonato Mundial |
| Año                | Lugar                     | Medalla            | Categoría          |
| ------------------ | ------------------------- | ------------------ | ------------------ |
| 1986               | Maastricht (Países Bajos) | Medalla de oro     | –56 kg             |
| 1987               | Essen (RFA)               | Medalla de bronce  | –56 kg             |
| 1989               | Belgrado (Yugoslavia)     | Medalla de plata   | –56 kg             |
| Campeonato Europeo |                           |                    |                    |
| Año                | Lugar                     | Medalla            | Categoría          |
| 1981               | Madrid (España)           | Medalla de oro     | –61 kg             |
| 1983               | Génova (Italia)           | Medalla de oro     | –61 kg             |
| 1984               | Pirmasens (RFA)           | Medalla de bronce  | –61 kg             |
| 1985               | Landskrona (Suecia)       | Medalla de bronce  | –61 kg             |
| 1986               | Londres (Reino Unido)     | Medalla de bronce  | –56 kg             |
| 1987               | París (Francia)           | Medalla de plata   | –56 kg             |